# 大江廣元
大江廣元（日语：／ Ooe no Hiromoto，1148年—1225年7月16日），是鎌倉幕府的御家人，也是毛利氏等诸多武家的先祖。

## 生平
大江廣元異母兄・中原親能，成長於相模國。河內源氏後裔・源賴朝因平治之亂被流放至伊豆國，兩人因此認識，中原親能被稱作源賴朝的「知音」。治承·壽永之亂期間，源賴朝在南關東武士的擁戴下，以鎌倉為基地，舉起反旗。中原親能為源賴朝效力，常作為源賴朝的代官奔波於鎌倉與京都朝廷之間。因身處動亂，京都許多官員前往鎌倉，大江廣元也因兄長的緣故投奔源賴朝。
元曆元年(1184年)10月16日，鎌倉開設公文所，負責處理公文書，大江廣元被任命為公文所別當。治承·壽永之亂後，源賴朝因戰功位列公卿，公文所改為政所，大江廣元亦為別當之一。據《吾妻鏡》文治元年(1185年)11月12日條記載，依大江廣元建言，源賴朝在諸國設置守護、地頭，史稱「文治勅許」，確立幕府的基本盤。
源賴朝去世後，其嫡子・源賴家繼位。為限制其濫權，由十三位有力御家人共同商議處理政務，稱十三人合議制，大江廣元位列其中。建保4年(1216年)正月16日，大江廣元任陸奧守；4月，3代將軍・源實朝將政所別當擴增至九人，大江廣元也位列其中。大江廣元在幕府中的地位之高，可從建曆3年(1213年)正月的垸飯得知，大江廣元順序先於執權・北條義時及侍所別當・和田義盛。
承久3年(1221年)5月，後鳥羽上皇討伐幕府駐京機構・京都守護，後向幕府御家人發布追討執權・北條義時的院宣、官宣旨。幕府就如何應對此事展開評議，眾人覺得應固守東海道的戰略要道，但大江廣元以戰事拉長可能使幕府內部分裂為由，表示應盡速出兵京都。最終，在幕府的大軍壓陣下，後鳥羽上皇陣營敗北，史稱承久之亂。
嘉祿元年(1225年)6月，大江廣元去世，享年78歲。

## 末裔
- 嫡子・大江親廣（日语：大江親広）。曾任政所別當。承久之亂時，大江親廣任京都守護，迫於形勢壓力加入上皇陣營，戰後行蹤不明，有一說認為其逃亡至出羽國的領地・寒河江莊（日语：寒河江荘）。其後代為寒河江氏（日语：寒河江氏）。

- 次男，長井時廣（日语：長井時広）。大江親廣失勢後，成為大江氏的總領（日语：惣領）。任評定眾、備後守護。其後代為以出羽國・長井莊（日语：長井荘）為本貫的長井氏（日语：長井氏#大江姓長井氏）。

- 三男・那波宗元。任引付眾。

- 四男・毛利季光。任評定眾。寶治元年(1247年)6月的寶治合戰因與三浦氏有姻親關係而支持之，最終兵敗自害。其後代為以相模國・毛利莊為本貫的毛利氏。

- 五男・海東忠成（日语：大江忠成）。任評定眾。受寶治合戰牽連而失勢。

## 大江廣元與源實朝
3代將軍・源實朝年幼繼位，身為幕府宿老的大江廣元常會對其提出諫言。源實朝喜愛和歌及蹴鞠，大江廣元督促其應專心武藝之事，以鞏固朝廷；源實朝欲實行「渡宋計畫」也曾遭大江廣元勸阻。據《吾妻鏡》建保4年(1216年)9月20日條記載，大江廣元向源實朝進言，為後代子孫思慮，應辭去朝廷官職，待年長後再任官，然源實朝回覆說源氏正統血脈注定不長，故應任官以提升家門地位。建保7年(1219年)正月27日，源實朝於鐮倉・鶴岡八幡宮舉行其升任右大臣的拜賀儀式，依《吾妻鏡》同日記載，成年後就不曾落淚的大江廣元卻突然淚如雨下，勸說源實朝應在其束帶下著腹卷，然遭文章博士・源仲章以無此先例為由拒絕，最終，源實朝遭其外甥・公曉殺害。

## 墓所
源賴朝的墓所位在鶴岡八幡宮東側的小丘陵上，沿途有清楚的路標指示，步行的距離大約是九百公尺。若是從鶴岡八幡宮前往源賴朝的墓所，在八幡宮的右側會看一座白旗神社。
白旗神社主要是奉祀源賴朝，也有一些是奉祀源義經、源義家、其他的源氏武將，像是神奈川縣藤澤市的白旗神社就是奉祀著源義經，神社內還埋葬著源義經的首級。在穿越一些市區的巷道後，接著就是要爬上山坡的石階。石階的入口處會看到一座小時的石造鳥居，鳥居的左側是法華堂遺跡，是源賴朝生前拜佛的場所。繼續往上走就會看到由五層高約兩米的石塔，這裡就是源賴朝的長眠之地。而在源賴朝墓的右方，有一條山中小徑，翻過小丘的後方就是鎌倉幕府有力御家人的墓所，由左至右分別是大江廣元、毛利季光、島津忠久的墓所。